# Penthophlebia
Penthophlebia là một chi bướm đêm thuộc họ Geometridae.